# Rolf Zinkernagel
Rolf Martin Zinkernagel (Riehen, Suiza, 6 de enero de 1944) es un inmunólogo suizo. A finales de los años 60 comenzó a trabajar con Peter C. Doherty en Canberra, Australia. En 1979 regresa a su país natal, en donde ejerce como director del Instituto de Inmunología Experimental de Zúrich.
Las investigaciones de Zinkernagel y Doherty han sido fundamentales para conocer el proceso mediante el cual las células del sistema inmunitario reconocen los microorganismos invasores y son capaces de distinguirlos de las propias células del organismo. Los primeros trabajos de estos investigadores fueron publicados en 1974 en la revista Nature.
Fue galardonado con el Premio Nobel de Fisiología o Medicina en 1996.